# Jordaan
Pour les articles homonymes, voir Jordaan (homonymie).

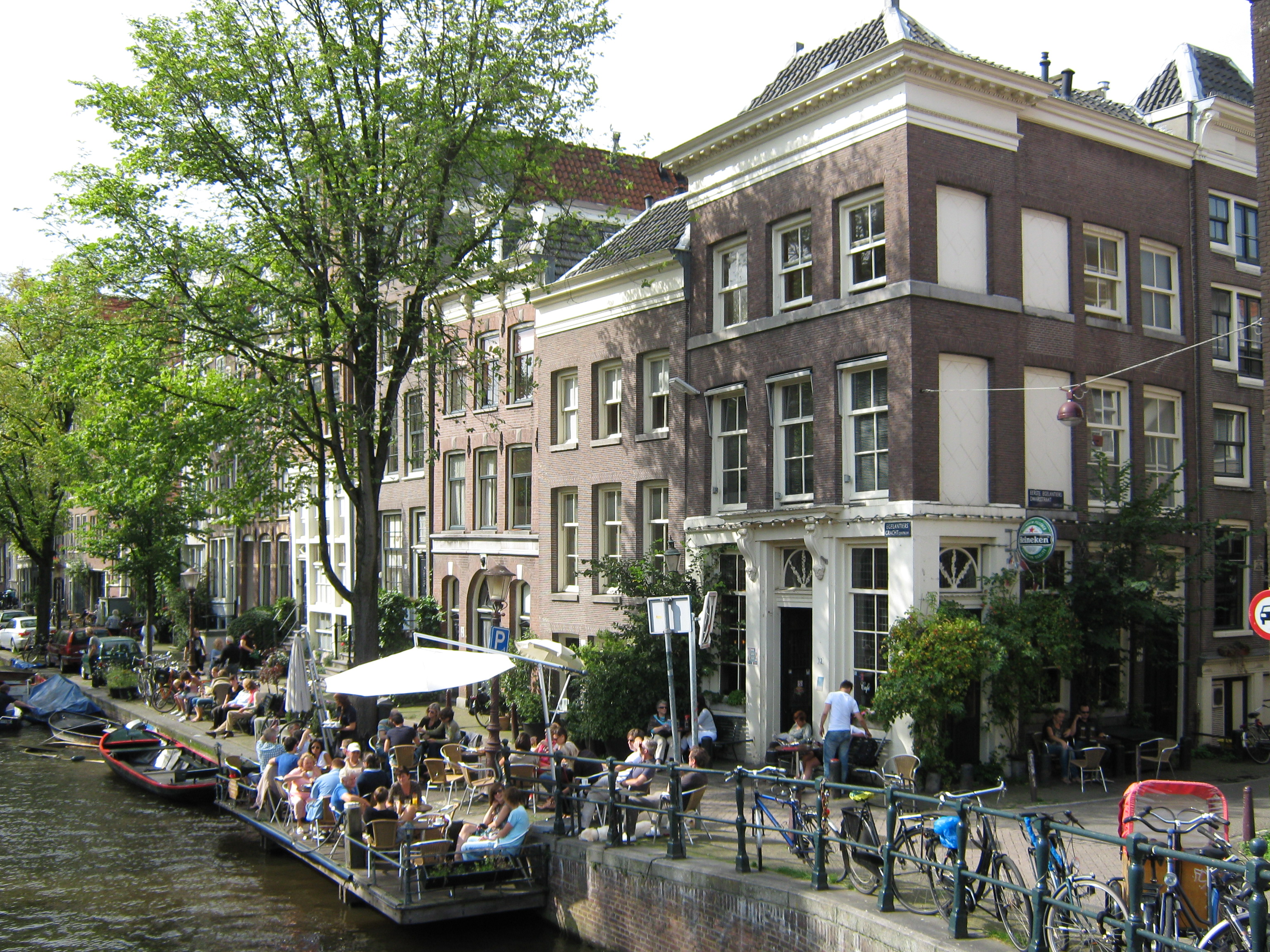
Quartier du Jordaan.

Le Jordaan est un quartier de la ville d'Amsterdam, dont les limites sont formées par les canaux suivants : le Lijnbaansgracht à l'ouest, le Prinsengracht à l'est, le Brouwersgracht au nord, et le Leidsegracht au sud. Le quartier étant lui-même traversé par cinq canaux, qui sont du nord au sud : l'Egelantiersgracht, le Bloemgracht, le Lauriergracht, le Looiersgracht et le Passeerdersgracht. Ces canaux sont inscrits au Patrimoine mondial de l'UNESCO au sein de la Zone des canaux concentriques du XVIIe siècle à l'intérieur du Singelgracht.
La théorie la plus courante de l'origine du nom Jordaan est qu'il était tiré du mot français jardin. En effet, de nombreux réfugiés huguenots s'installèrent dans le quartier au XVIIe siècle. La plupart de ses rues prenant alors des noms de fleurs.
Une autre piste est que le nom du quartier serait une référence au Jourdain, fleuve de Terre sainte, qui s'appelle précidément Jordaan en néerlandais.
En 1609, selon la volonté des autorités de réaménager la ville, le Jordaan fut attribué aux couches populaires des habitants d'Amsterdam, comme les ouvriers et les petits artisans, ce qui en fait un territoire traditionnellement de gauche, malgré le récent et relatif embourgeoisement de ce quartier désormais très prisé mais qui a su conserver ses traditions. On y trouve de nombreux cafés bruns.
De par son histoire, le quartier est un symbole de la tolérance amstellodamoise. Une statue d'Anne Frank, proche de sa maison, ainsi que l'Homomonument (ou « monument des Trois triangles rouges ») en hommage aux victimes homosexuelles du nazisme perpétue cette tradition de tolérance de la ville.

René Descartes résida dans le Jordaan.
 
La Westerkerk servit de théâtre à de nombreuses luttes et revendications humanistes.

## Principaux monuments
- La Westerkerk, église bâtie au XVIIe siècle par l'architecte Hendrick de Keyser. Rembrandt est enterré dans l'église mais on ignore l'emplacement exact de sa sépulture.
- La Maison d'Anne Frank.
- La Noorderkerk, autre église du XVIIe siècle de Hendrick de Keyser.
- La Johnny Jordaanplein, une place située sur une partie de l'ancien Elandsgracht, où est érigée une statue à l'effigie du chanteur populaire du quartier Johnny Jordaan